# Oleguer Soldevila i Godó
Oleguer Soldevila i Godó (Barcelona, 27 d'agost de 1916 — Premià de Dalt, 21 de juny de 2013) fou un empresari català. Fill d'Andreu Soldevila i Valls i de Maria Godó Biosca. El seu avi matern, Oleguer Godó Barral, va ser regidor de l'Ajuntament d'Igualada. La seva família paterna era importadora de cotó.
A finals de la dècada de 1960 va fundar el grup Manufactures i Indústries Tèxtils Agrupades (MITASA). Es tractava d'un conglomerat d'empreses dedicades al tèxtil i repartides per tot el territori català, incloent Filatures del Berguedà, una de les empreses més importants del grup. El grup va arribar a donar feina a més de 1.500 persones. Com a empresari, va arribar a ser conseller del Banc Popular durant la presidència de Lluís Valls-Taberner, del Banc Industrial de Catalunya i de Banca Catalana. També és conegut per haver sigut el propietari de l'Hotel Majestic del Passeig de Gràcia de Barcelona, i per haver fundat l'Institut de Reinserció Social (IReS) el 1969. Estava casat amb Esperanza Casals Carbó i van tenir diversos fills.
Com a curiositat, es diu que Jordi Pujol va posar-li el nom al seu fill Oleguer en el seu honor. És cosí cinqué de Javier Godó Muntañola.